# メンダーティカ
メンダーティカ(伊: Mendatica)は、イタリア共和国リグーリア州インペリア県にある、人口約200人の基礎自治体（コムーネ）。

## 地理

### 位置・広がり

#### 隣接コムーネ
隣接するコムーネは以下の通り。括弧内のCNはクーネオ県所属を示す。
- ブリーガ・アルタ (CN)
- コージオ・ディ・アッローシャ
- モンテグロッソ・ピアン・ラッテ
- トリオーラ

### 地震分類
イタリアの地震リスク階級 (it) では、3 に分類される
。

## 行政

### 分離集落
メンダーティカには、以下の分離集落（フラツィオーネ）がある。
- Cian Prai, Le Salse, Monesi, San Bernardo, Secae, Valcona Soprana, Valcona Sottana